# Clathrinidae
Clathrinidae – rodzina gąbek wapiennych z rzędu Clathrinida. Zaliczane są do podgromady Calcinea. Rodzina obejmuje rodzaje:
- Arturia
- Borojevia
- Brattegardia
- Clathrina
- Ernstia
- Nicola